# Лупень
Лупе́нь (фр. Loupeigne) — коммуна во Франции, находится в регионе Пикардия. Департамент коммуны — Эна. Входит в состав кантона Фер-ан-Тарденуа. Округ коммуны — Шато-Тьерри.
Код INSEE коммуны — 02442.

## Население
Население коммуны на 2010 год составляло 78 человек.
| 1962 | 1968 | 1975 | 1982 | 1990 | 1999 | 2010 |
| ---- | ---- | ---- | ---- | ---- | ---- | ---- |
| 140  | 125  | 107  | 109  | 95   | 77   | 78   |

## Экономика
В 2010 году среди 57 человек трудоспособного возраста (15—64 лет) 41 были экономически активными, 16 — неактивными (показатель активности — 71,9 %, в 1999 году было 60,0 %). Из 41 активных жителей работали 34 человека (18 мужчин и 16 женщин), безработных было 7 (4 мужчины и 3 женщины). Среди 16 неактивных 4 человека были учениками или студентами, 5 — пенсионерами, 7 были неактивными по другим причинам.